# Palpopleura jucunda
Palpopleura jucunda é uma espécie de libelinha da família Libellulidae.
Pode ser encontrada nos seguintes países: Angola, Botswana, República Democrática do Congo, Costa do Marfim, Etiópia, Quénia, Malawi, Moçambique, Namíbia, Nigéria, África do Sul, Sudão, Tanzânia, Uganda, Zâmbia, Zimbabwe e possivelmente no Burundi.
Os seus habitats naturais são: pântanos e marismas intermitentes de água doce.